# Операция «Красная собака»
Операция «Красная собака» (Red Dog — также возможен перевод «Рыжий пёс») — кодовое название военного заговора 1981 года, организованного гражданами Канады и США ультраправых взглядов (сторонниками превосходства белой расы и ку-клукс-клановцами) с целью свергнуть правительство Доминики, где они планировали установить белый расистский режим, формально восстановив при власти бывшего премьер-министра Патрика Джона в качестве марионеточного лидера.
Среди главных фигур были американский клановец Майк Пердью, немецко-канадский неонацист Вольфганг Дроге и барбадосский контрабандист оружия Сидни Бернетт-Аллейн. После того, как их авантюра была сорвана федеральными агентами США в Новом Орлеане, штат Луизиана, средства массовой информации окрестили его «Bayou of Pigs» («Байу [запруда] свиней») — игра слов с «Bay of Pigs» («Заливом свиней» на Кубе, где в 1961 году состоялось неудачное вторжение контрреволюционеров и американских наёмников).
Семеро заговорщиков, включая их лидера Майка Пердью, признали себя виновными в нарушении Закона о нейтралитете; двое других были признаны виновными присяжными. При этом все эти лица, планировавшие вооружённое свержение чужого конституционного правительства, отделались приговорами к тюремному заключению длительностью до трёх лет.

## План заговора
27 апреля 1981 года Дроге и восемь других заговорщиков из разношёрстных североамериканских ультраправых группировок, в том числе Великий маг канадского Ку-клукс-клана Джеймс Александр Мак-Киртер и его американский коллега по Клану (и член Американской нацистской партии) Дон Блэк, позже основавший сайт белых националистов Stormfront, были арестованы федеральными агентами в Новом Орлеане, когда они готовились сесть на лодку с автоматическим оружием, дробовиками, винтовками, пистолетами, динамитом, боеприпасами и чёрно-белым нацистским флагом.
Их план состоял в том, чтобы зафрахтовать яхту до Доминики и встретиться на резиновых лодках с Патриком Джоном и его импровизированной армией во главе с майором Фредериком Ньютоном; затем «небольшая группа белых националистов-иностранцев ведёт партизанскую войну, не заручившись какой-либо поддержкой местных жителей, чтобы свергнуть правительство и создать режим белого супремасизма в стране, где белого населения почти нет».
Идея вторжения на какой-то из карибских островов с целью превращения его в опорную базу неонацистских движений зародилась у давнего члена Ку-клукс-клана Пердью, которого в 1979 году представили Дроге. Тем летом Пердью изложил свой план свержения революционного леворадикального правительства Мориса Бишопа на Гренаде и открытия там нескольких прибыльных бизнесов. После их встречи было установлено, что Дроге найдет средства и ресурсы.
Первоначально в этом участвовал канадец хорватского происхождения Дон Эндрюс, но после того, как Пердью и Дроге перенацелились на захват Доминики, Эндрюс от замысла отказался. Клановцам Арни Полли и Роджеру Дерми заплатили 3000 долларов за посещение Доминики и проведение предварительной разведки. Дроге также познакомился с отдыхавшими на острове мафиози из Лас-Вегаса и доминикским премьером в отставке Патриком Джоном. Заплатив Дроге 100 тысяч долларов США, те обещали наёмнику в случае успеха $8 миллионов и долю в их будущих доходах. Утверждается, что финансовым спонсором заговора был немецко-канадский неонацист Мартин К. Вайхе вместе с Джеймсом Уайтом из Хьюстона и Л. Э. Мэтьюзом из Джексона, штат Миссисипи.

## Цели заговорщиков
У заговорщиков были амбициозные планы, касающиеся активного развития природных ресурсов страны благодаря контактам в южноафриканском режима апартеида, и они даже планировали после завоевания Доминики вторгнуться в соседний Барбадос. Однако участники заговора преследовали разные цели: если иностранные ультраправые планировали контролировать Патрика Джона как свою марионетку (заодно участвуя в прибылях наркомафии), то сам он рассчитывал лишь воспользоваться ими в очередной попытке вернуться к власти.
При нём в 1978 году Доминика достигла независимости от Великобритании, однако его всё более авторитарная и антипрофсоюзная политика сделала его крайне непопулярным, в том числе в собственной Доминикской лейбористской партии, правившей страной с 1961 года (вопреки формально социалистической ориентации политической силы, Патрик Джон искал поддержки у Запада и бизнеса, в том числе сомнительного). В итоге, в 1979 году он был отстранён от своего поста и сменён коалиционным правительством левой и правой оппозиции, а также недовольных им лейбористов во главе с Оливером Серафином. На выборах 1980 года Патрик Джон и его партия потерпели сокрушительное поражение от Юджинии Чарлз и её консервативной Доминикской партии свободы.

## Провал заговора
В феврале 1981 года капитан и команда судна отказались от участия в затее. Затем лидер американского Ку-клукс-клана Дэвид Дьюк нанял капитана местной яхты «Маньяна» и ветерана войны во Вьетнаме, однорукого Майкла С. Хоуэлла. Пердью заявил тому, что его лодка нужна Центральному разведывательному управлению для тайной операции, однако капитан, усомнившись в правдивости этих слов, связался с Бюро алкоголя, табака и огнестрельного оружия США (ATF). До сих пор остаётся тайной, насколько операция «Красная собака» действительно отвечала интересам ЦРУ и прочих американских ведомств (особенно учитывая, что доминикское правительство Юджинии Чарлз было максимально проамериканским и дружественным администрации Рейгана), однако ATF точно не желало превращения карибского острова в мафиозный плацдарм для контрабанды оружия и наркотиков.
В марте 1981 года о намерениях заговорщиков в интервью журналисту «Радио Торонто» проболтался Мак-Киртер, вскоре арестованный по обвинению в покушении на убийство. Причастный к заговору авантюрист, торговец оружием Чарлз Яновер (также известный тем, что убедил северокорейских шпионов, что за деньги готов убить президента Южной Кореи), слетал на Доминику, вернувшись с докладом, особо подчёркивавшим готовность майора Ньютона довести дело до конца.
В начале апреля Хоуэлл свёл прибывших в Новый Орлеан Дроге, Пердью и Блэка с тремя агентами ATF, представив тех как «наёмников, желающих присоединиться к десанту». 25 апреля полиция Доминики по приказу главы правительства Чарлз арестовала Патрика Джона. Узнав об этом задержании (и о том, что их планы больше не являются секретом), Пердью настоял на продолжении миссии.
На рассвете 27 апреля готовая к отплытию на Доминику группа, в состав которой вошла тройка сотрудников ATF, встретилась в заранее определенном месте, загрузила фургон (в котором девятеро заговорщиков фактически оказались заперты) и проследовала к пристани. Однако там их уже ждала местная полиция особого назначения (SWAT) и агенты ФБР, задержав неудавшихся путчистов без сопротивления. Впрочем, сроки, полученные заговорщиками, были незначительными.
В 1984 году в интервью барбадосской газете Nation Newspaper Сидни Бернетт-Аллейн спросили, планировала ли группа свергнуть правительство Барбадоса и назначить там Джона премьер-министром. Он ответил:
Он мог бы стать премьер-министром, хотя это не было настоящей мотивацией моего плана. Я хотел присоединить территорию Доминики к территории Барбадоса, получив возможность осуществить промышленный проект значительных размеров. Для использования в таком проекте мне были доступны ресурсы ЮАР, миллионы долларов. Но Патрик Джон не сделал того, что должен был. Сверх того, я пришел в ярость, когда узнал, что он раздает доминикские земли американцам. Он потерял возможность стать центральной фигурой в истории Карибского бассейна
В августе 2008 года о заговоре была опубликована книга канадского журналиста Стюарта Белла Bayou of Pigs.